# Parkhotel Quellenhof
Hotel Quellenhof, aanvankelijk Palast-Hotel Quellenhof, ook Kurhotel Quellenhof, sinds 2020 officieel Parkhotel Quellenhof, informeel Quellenhof, is een luxehotel in de Duitse stad Aken. De naam Quellenhof ("Bronnenhof") verwijst naar de oorspronkelijke functie van kuurhotel. Het in 1916 geopende hotel behoorde gedurende een groot deel van de twintigste eeuw tot de meest gerenommeerde kuurhotels in Duitsland. Na een periode van verval vond in de jaren 1997-1999 een ingrijpende restauratie plaats, waarna het zijn vroegere grandeur weer (deels) terugkreeg.
Het hotel werd in 1914 ontworpen door Karl Stöhr en Theodor Fischer in een stijl die het midden houdt tussen neobarok en neoclassicisme. Het gebouw is een beschermd monument (Baudenkmal).

## Geschiedenis
Om het kuur- en badleven in Aken nieuw leven in te blazen, werd in april 1913 besloten een nieuw kuuroord te bouwen aan de Monheimsallee met een kuurhotel, diverse kuurfaciliteiten, een elegante overdekte wandelpromenade en een nieuwe kursaal. Daarnaast bestonden er plannen om een deel van het stadspark, de Stadtgarten Aachen, in te richten als kuurpark. Begin 1914 werd het daar gevestigde ziekenhuis Maria-Hilf-Spital afgebroken. Na een bouwtijd van bijna drie jaar – vertraagd door het uitbreken van de Eerste Wereldoorlog – werd het gebouw op 8 juni 1916 geopend in aanwezigheid van de Pruisische minister van Landbouw Clemens Freiherr von Schorlemer-Lieser.

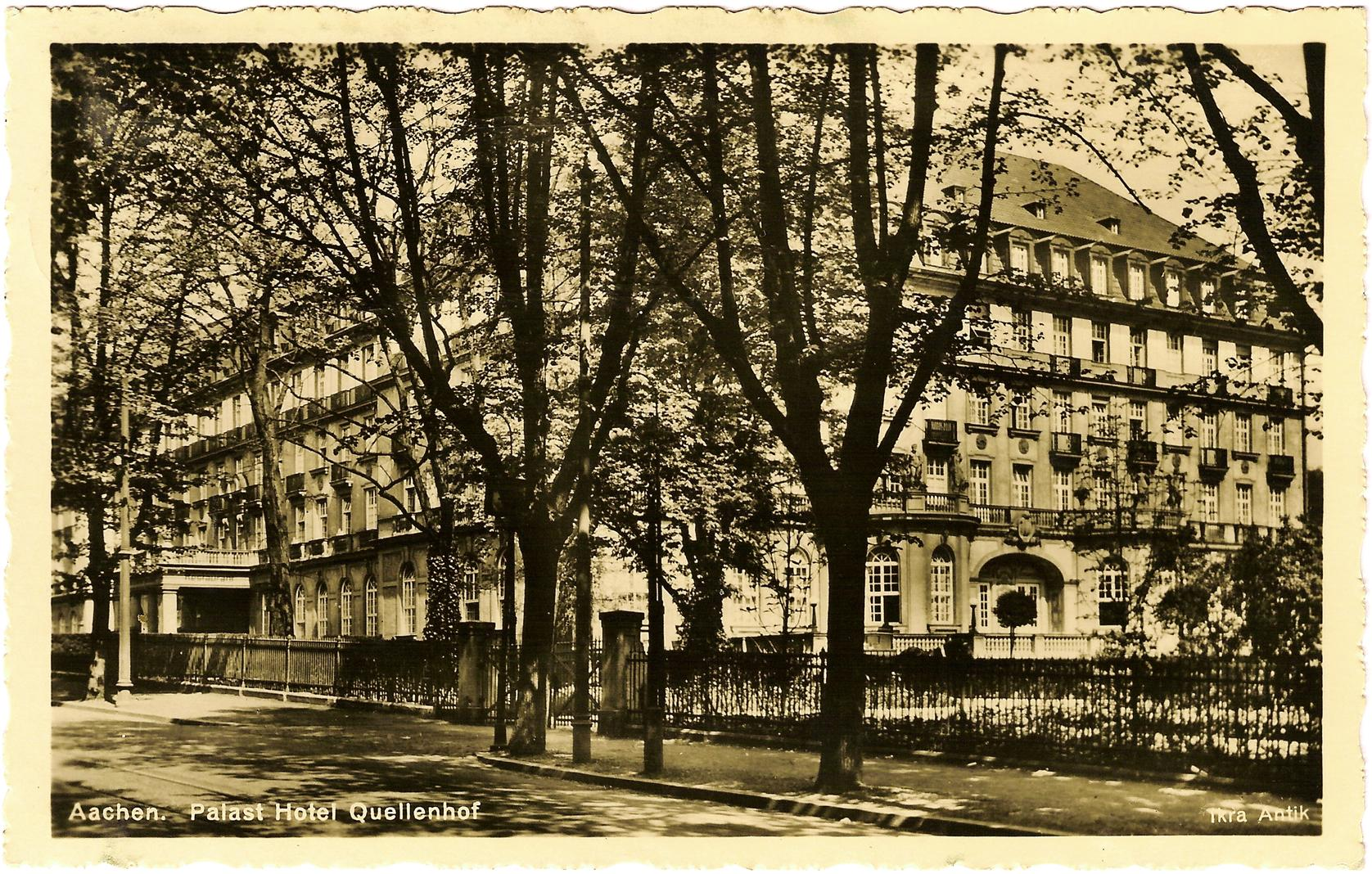
Palast Hotel Quellenhof, 1928

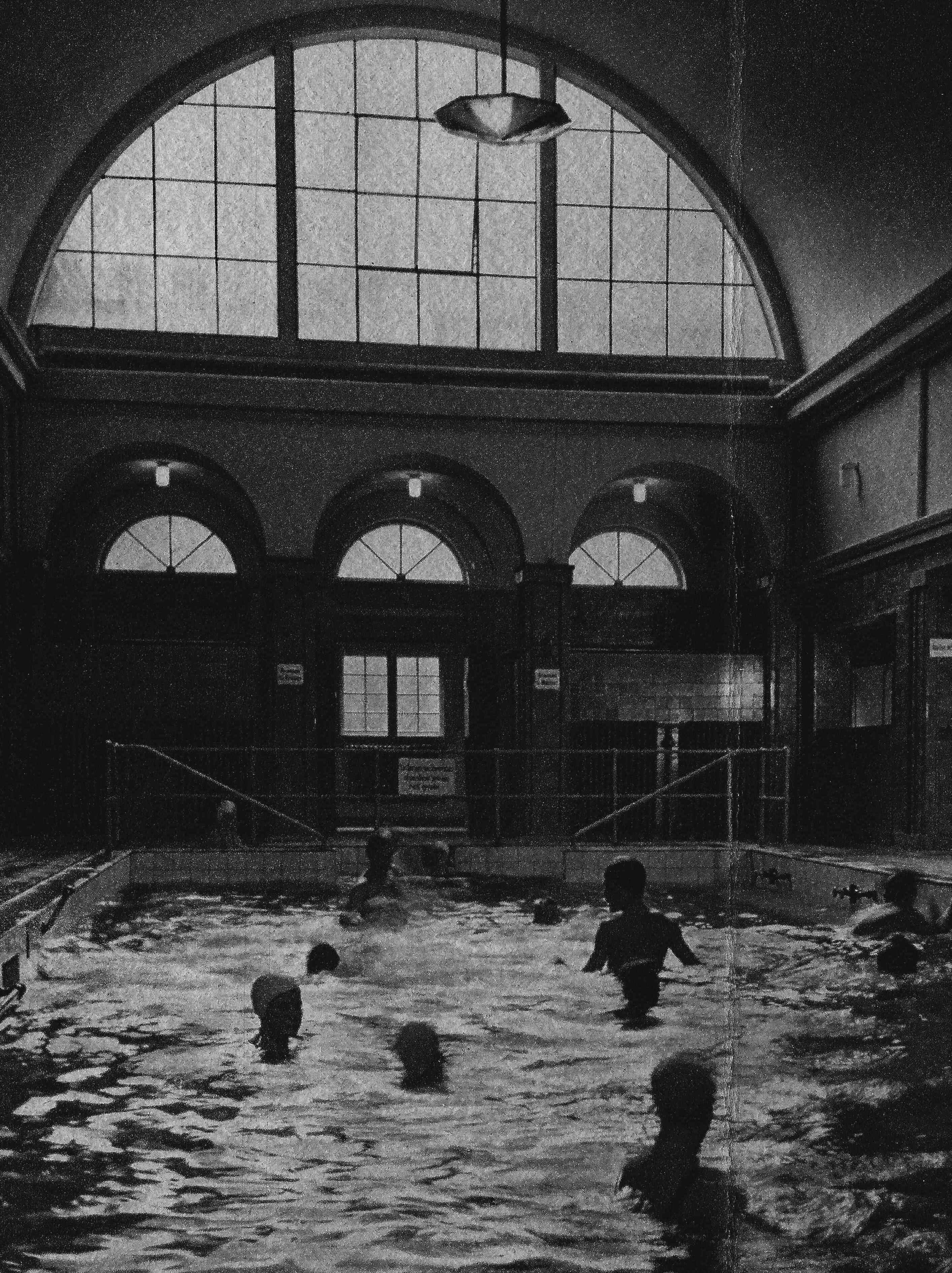
Thermaalbad, 1936

Het hotel telde oorspronkelijk 250 gastenkamers, waarvan er zestien over een eigen aansluiting voor thermaal water uit de Akense warmwaterbronnen beschikten. Het water werd via pijpleidingen vanuit de 600 m verderop gelegen Rosenquelle naar het kuurcentrum geleid. Na de Eerste Wereldoorlog kwamen de kuuroorden slechts aarzelend op gang, onder andere door de Belgische bezetting die duurde tot 1929 en de politieke onrust in de Rijnlandse Republiek. Met de oprichting van de gemeentelijke Kur- und Badegesellschaft m.b.H. in 1933 beleefde de kuursector in de jaren dertig een heropleving. Op 4 augustus 1936 werd in de Quellenhof het grootste overdekte thermaalbad van Europa geopend.
Tijdens de Tweede Wereldoorlog werd het gebouw gebruikt als militair ziekenhuis voor de Luftwaffe. Het hotel was van 2 tot 21 oktober 1944 het commandocentrum van kolonel Gerhard Wilck, commandant van de in en rondom Aken gelegerde troepen. Vooral in de laatste dagen van de Slag om Aken werd er hevig gevochten nabij de Quellenhof. Op 21 oktober gaf Wilck zich over, tegen het bevel van Hitler. Het hotel was toen voor een groot deel verwoest. Alleen het hoofdgebouw stond nog overeind. Het meubilair en vrijwel de gehele uitrusting waren in beslag genomen of geplunderd.
Op 18 juni 1949 werd het thermaalbad van de Quellenhof heropend. Kort daarna, op 20 augustus 1949, kon er weer overnacht worden in het hotel. Aanvankelijk waren slechts enkele kamers beschikbaar, maar in 1966 waren alle 220 kamers weer in gebruik. Omdat de thermaalbaden in de binnenstad niet of slechts provisorisch werden herbouwd, kwam het Akense kuur- en badleven niet meer echt tot bloei. In 1958 werd in de Quellenhof een afdeling voor Kneippkuren geopend. Het thermaalbad, dat in 1983/'84 nog was gerenoveerd, werd op 30 december 2000 definitief gesloten.
In plaats daarvan ontwikkelde de stad Aken zich meer en meer tot congresstad, vooral na de bouw van het naastgelegen Eurogress Aachen eind jaren zeventig, wat een nieuwe doelgroep voor het hotel opleverde. Tussen 1997 en 1999 werd het hotel ingrijpend gerestaureerd en heringericht, waarbij getracht werd de oude grandeur te herstellen. Op 4 september 1999 vond de heropening plaats. Met de uitbreiding van het eigen wellnessgedeelte in 2002 wilde het hotel naar eigen zeggen een brug slaan naar zijn oorspronkelijke functie als kuurhotel. De wellnessruimte op de begane grond van het voormalige kuurgebouw (achtervleugel) bevat onder andere een binnenzwembad, een sauna, een stoombad en een ontspanningsruimte. Aziatische meubels en replica's van Khmer-beelden uit Angkor Wat creëren een oosterse sfeer.
Het hotel behoorde achtereenvolgens tot de hotelketens Steigenberger Hotels (midden jaren 1970 tot midden jaren 1990), Dorint (jaren 1990/2000?), Sofitel (tot eind 2008) en Pullman / Accor (2008-2019). Sinds januari 2020 beheert de Deutsche Immobilien Group (DI Group, ook wel Jagdfeld Gruppe) het pand als Parkhotel Quellenhof Aachen. Het bedrijf kondigde bij de overname aan een bedrag van tientallen miljoenen te zullen investeren.

## Architectuur
Het Kurhotel Quellenhof werd in 1914-1916 gebouwd naar een ontwerp van de Münchense architecten Karl Stöhr en Theodor Fischer in een stijl die het midden houdt tussen neobarok en neoclassicisme. Bij een verbouwing, waarschijnlijk na de oorlogsschade in de jaren 1940, is het oorspronkelijke mansardedak vervangen door een zadeldak, waardoor de barokke uitstraling deels verloren is gegaan. Overwegend neoclassicistisch is de uitgebouwde portico in de hoofdgevel, waarin zich de hoofdingang bevindt. Deze wordt gevormd door twee vierkante pijlers en twee ronde zuilen, die een groot balkon dragen.

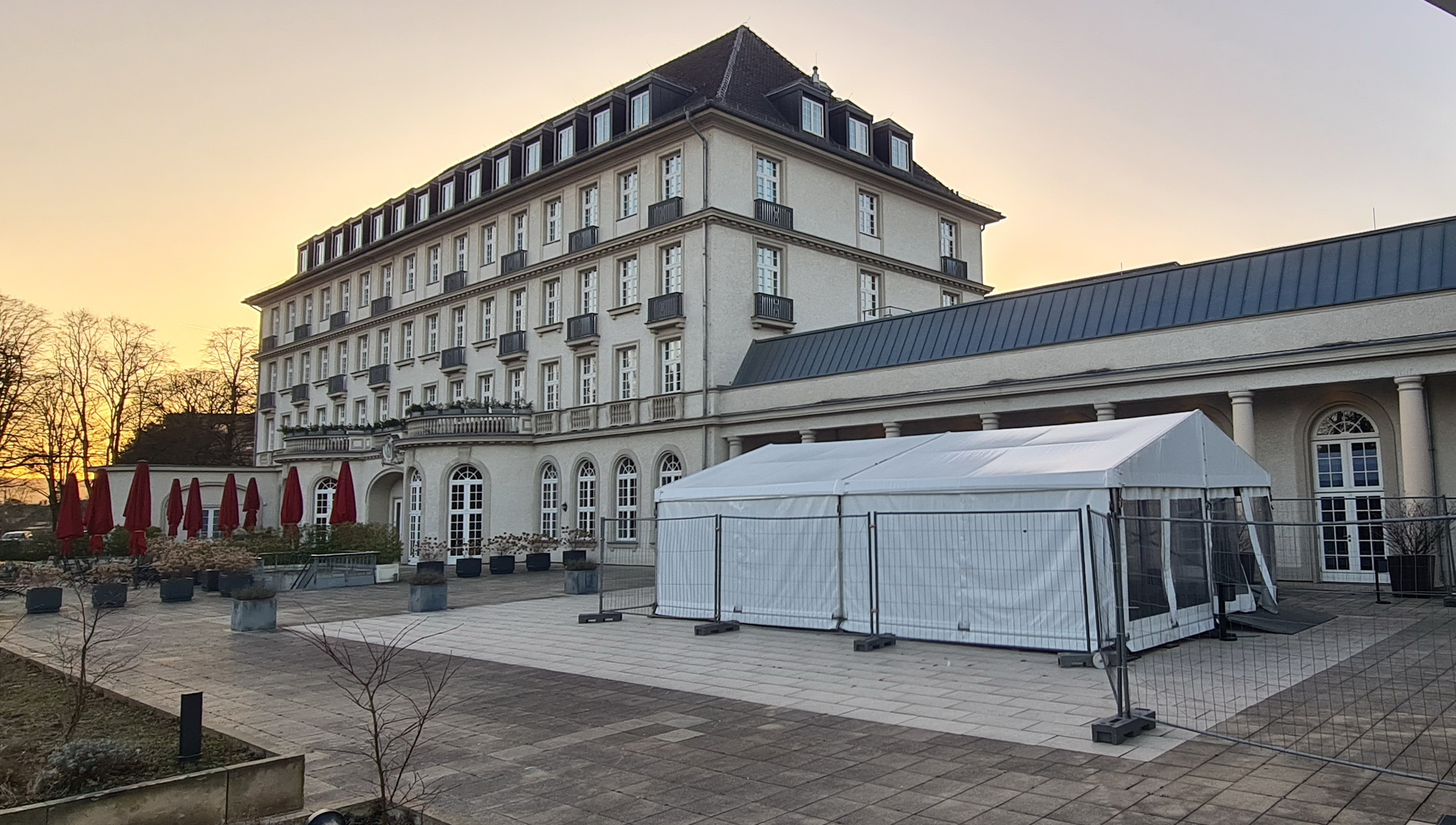
Parkzijde en restant Wandelhalle (2025)

Het hotel heeft een U-vormige plattegrond, waarbij de hoofdgevel parallel aan de Monheimsallee is geplaatst en de twee zijvleugels naar achteren wijzen. In de westelijke zijvleugel was vroeger het kuurgedeelte ondergebracht. Het complex opende zich aan de achterzijde naar het kuurpark en was via een overdekte promenade, de zogenaamde Wandelhalle, verbonden met het Neues Kurhaus. In de kern is deze architectonische opzet nog steeds herkenbaar, hoewel het verbindingsgedeelte (na de sloop van de in de oorlog grotendeels verwoeste Wandelhalle) volledig is gewijzigd, vooral na de bouw van het Eurogresscomplex.
De gevels van het vier verdiepingen tellende gebouw (plus dakverdieping) worden bepaald door regelmatig geplaatste vensteropeningen, rondbogig op de begane grond, rechthoekig op de verdiepingen daarboven. De vensteropeningen op de eerste en derde verdieping en op de dakverdieping zijn alle voorzien van Franse balkons. Op de tweede verdieping wisselen balkons en vensters elkaar af, wat een risaliserende regelmaat in de gevel aanbrengt. De balkons op de eerste verdieping hebben hardstenen balustrades; elders zijn deze van smeedijzer.
Het interieur, waarvan slechts enkele oorspronkelijke delen bewaard zijn gebleven, is naar historische voorbeelden gereconstrueerd. In de entreehal ondersteunen marmeren zuilen een gedeeltelijk verguld stucwerkplafond. Vanuit de hal leidt een centrale trap met een bronzen balustrade naar de verdiepingen, waar zich de 122 kamers en suites bevinden. Op de begane grond bevindt zich een balzaal, die tegenwoordig vooral voor congressen en andere bijeenkomsten wordt gebruikt, met een capaciteit van 500 personen. Daarnaast zijn er negentien kleinere conferentieruimtes. Verder is er een hal met open haard, een bar in koloniale stijl (met olifantenmotieven), een brasserie, een theesalon en drie salons die worden gebruikt voor feesten.

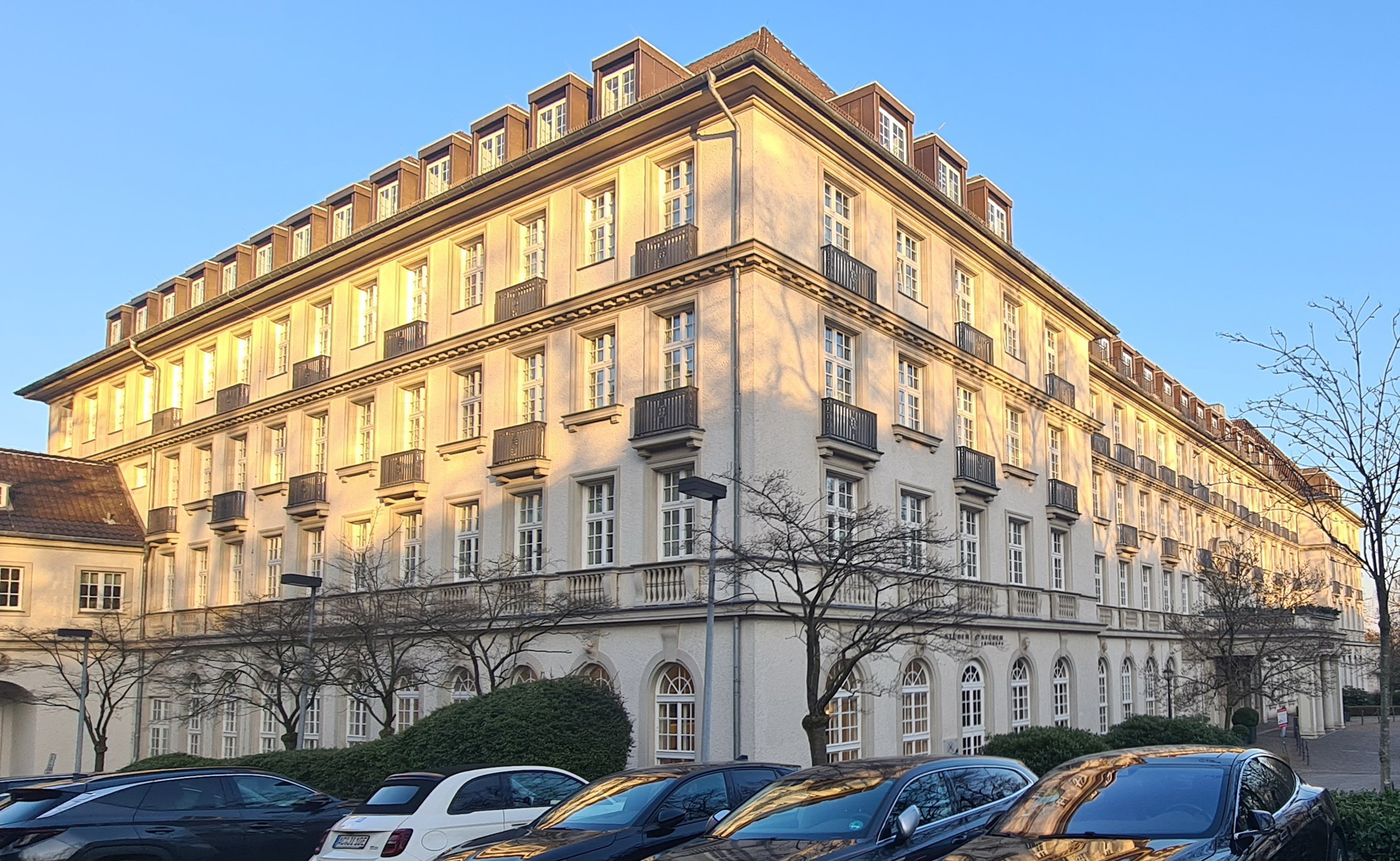
Zij- en hoofdgevel vanuit het westen
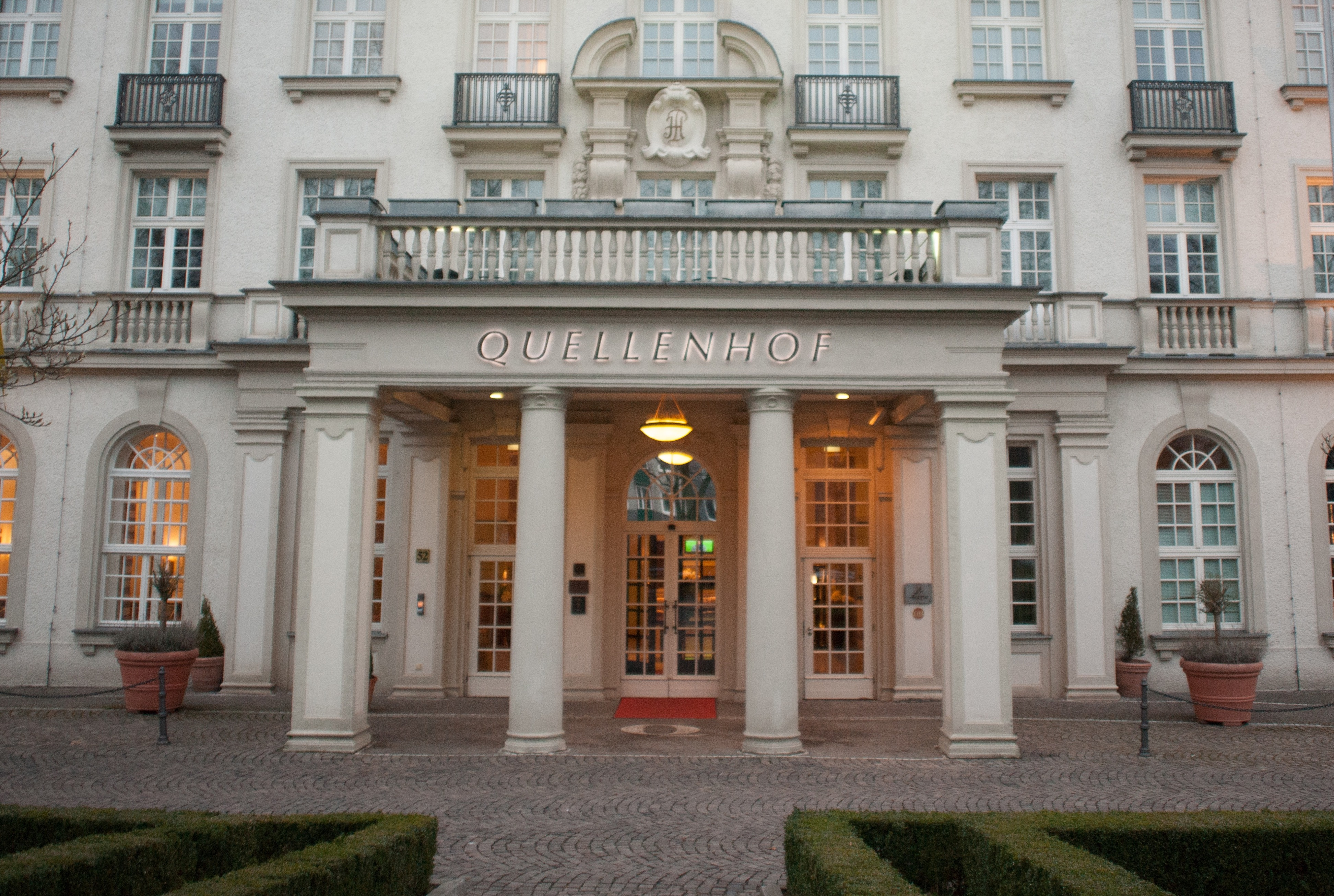
Hoofdgevel, entree
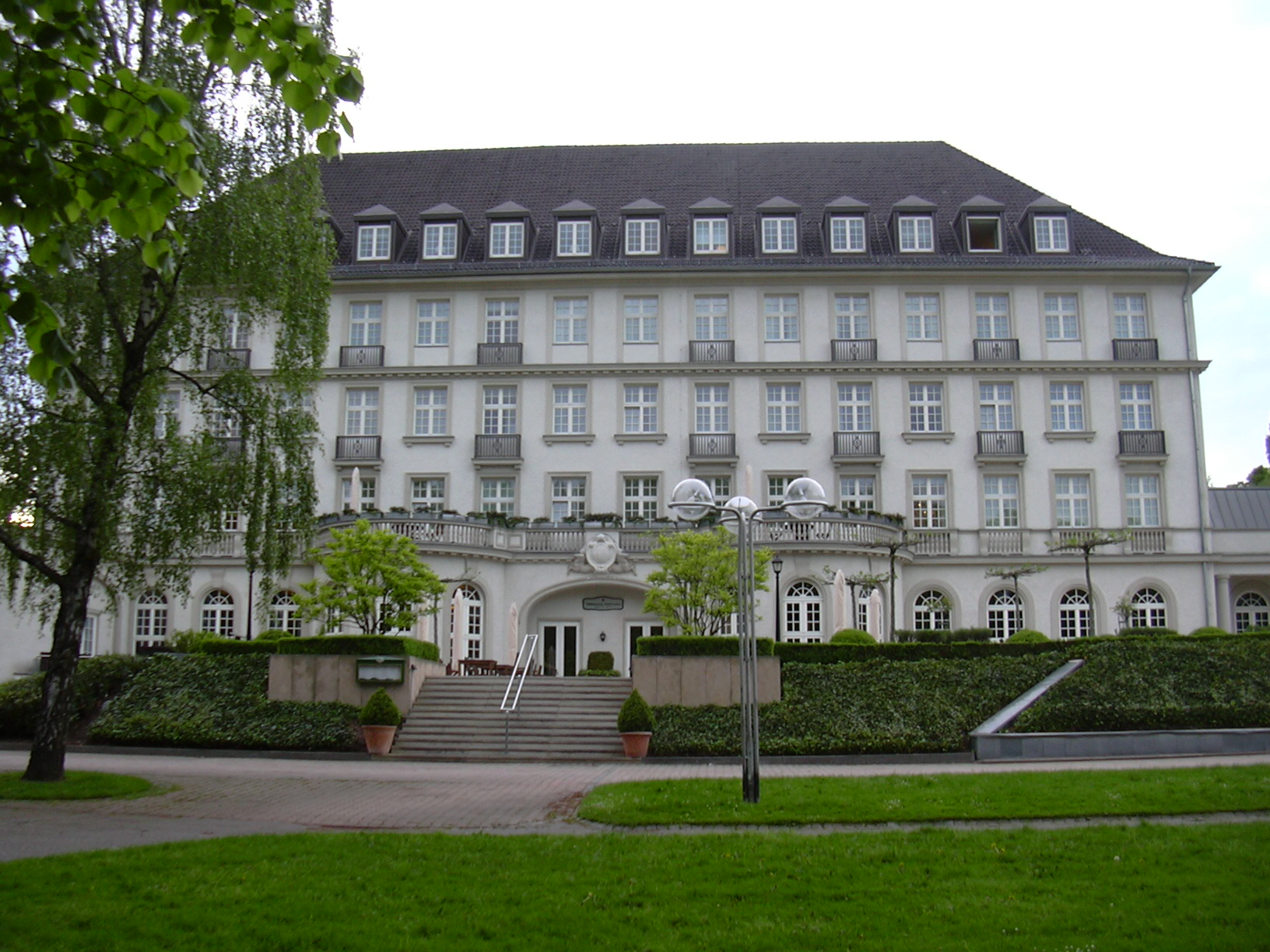
Gevel parkzijde
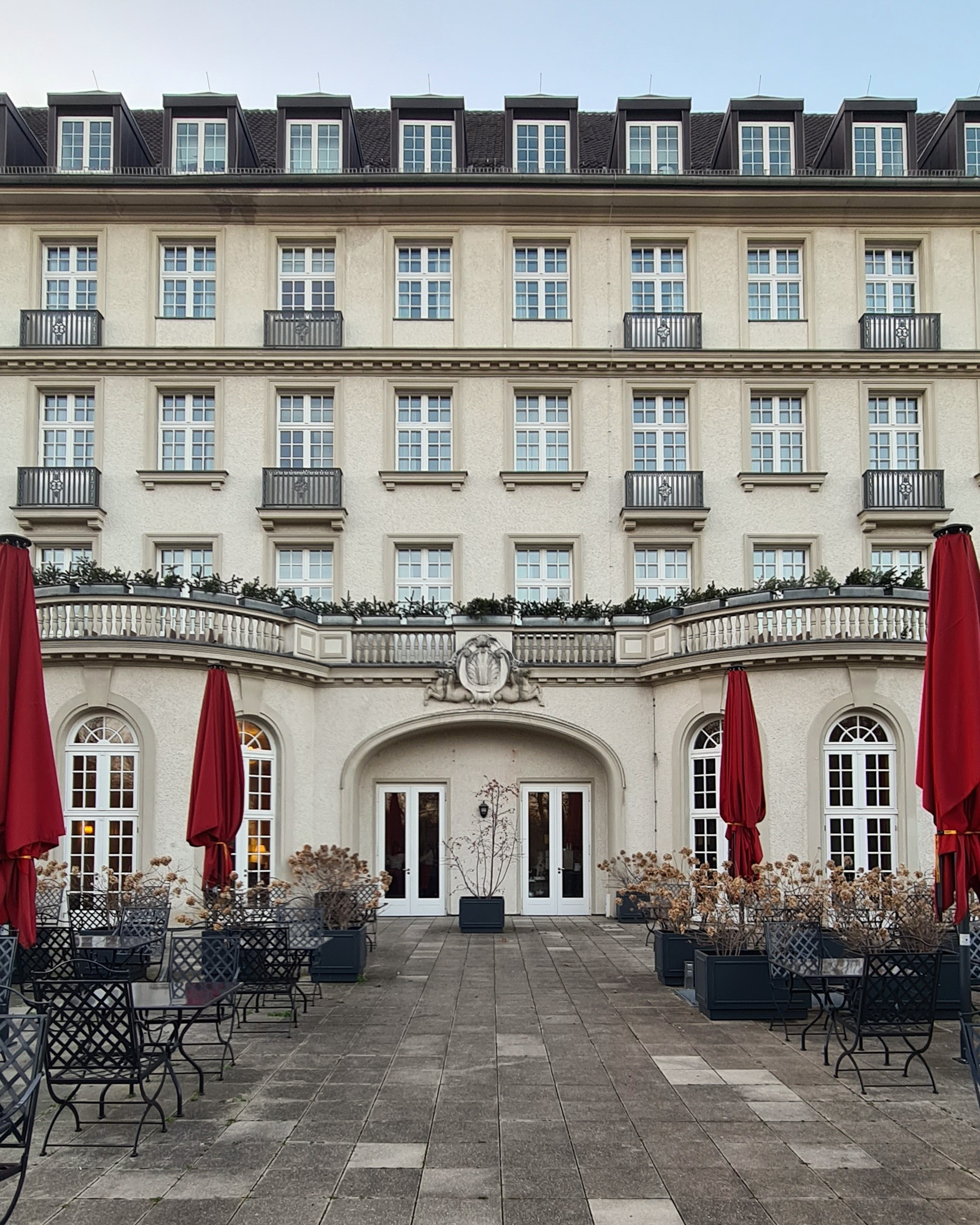
Idem, detail
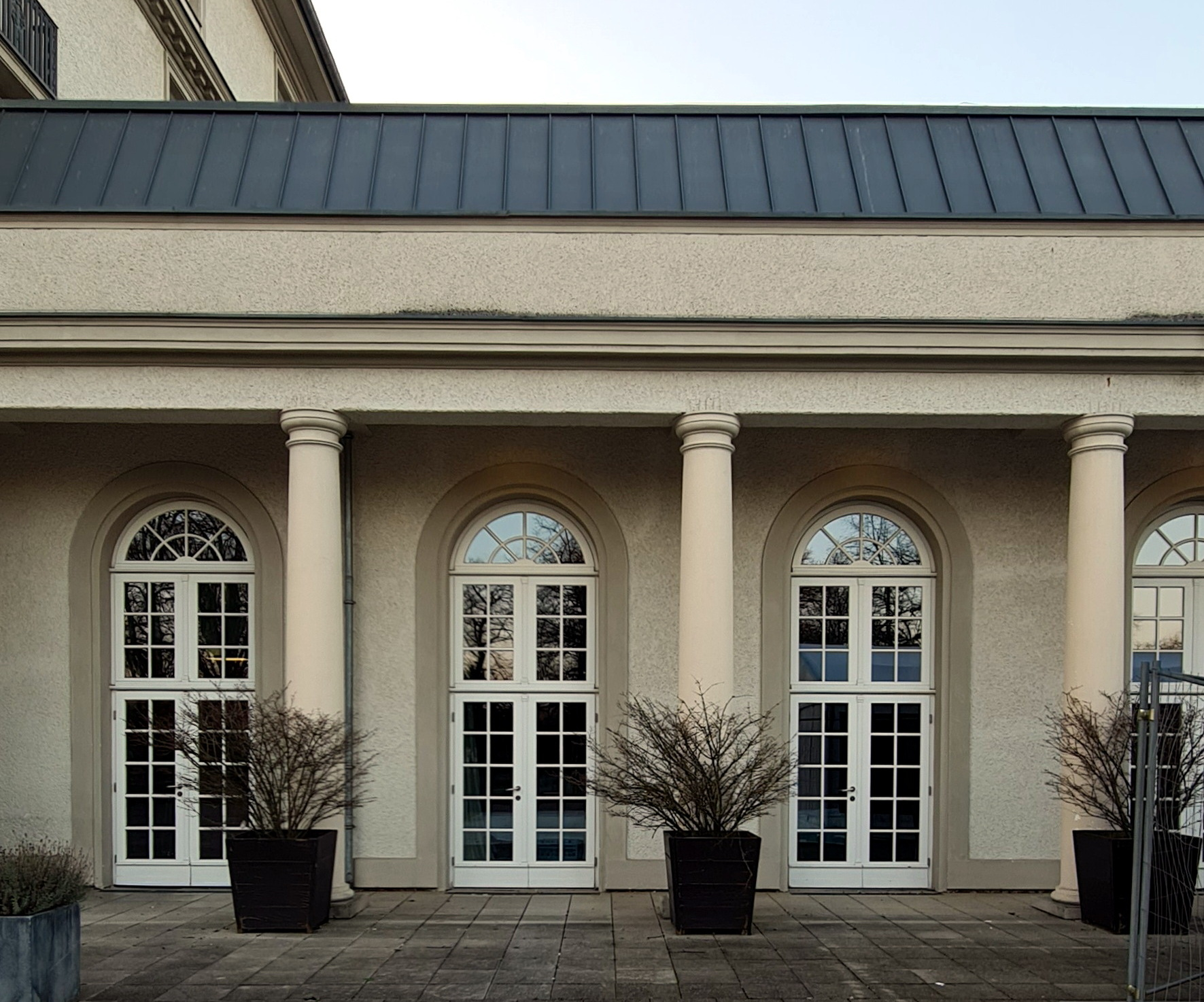
Restant Wandelhalle
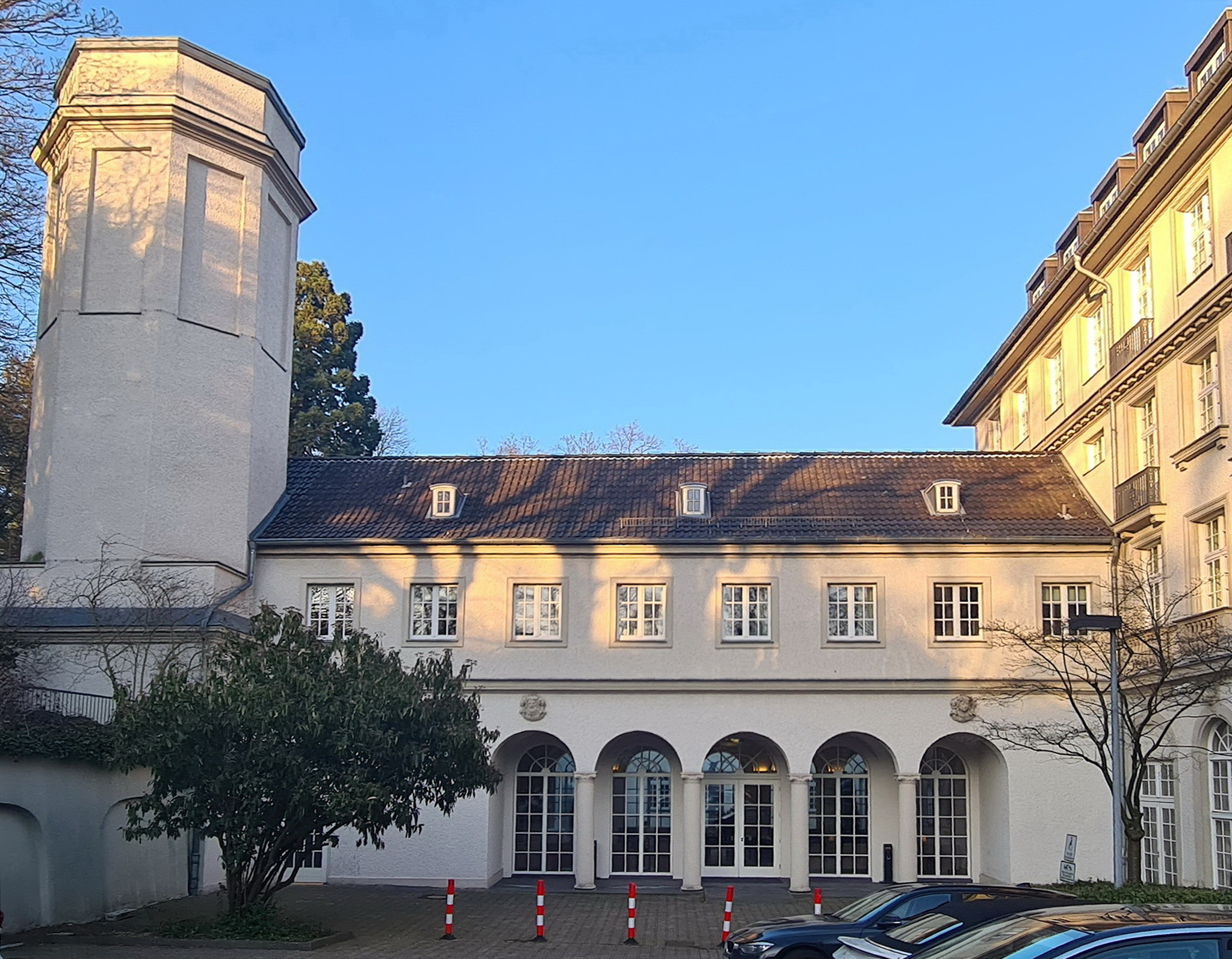
Westelijke aanbouw

## Varia
- Hotel Quellenhof vormde het decor voor tal van belangrijke ontvangsten en gebeurtenissen, zoals de Bilderbergconferentie in april 1980. Voorname gasten waren onder anderen de Spaanse koning Juan Carlos I, de Nederlandse prins Bernhard van Lippe-Biesterfeld en de Britse premier Winston Churchill. Die laatste verbleef er in 1956 om de Karelsprijs in ontvangst te nemen.[3]